# Новик, Пол
Пол Новик (Пейсах Хаимович Новик) (англ. Paul Novick 7 сентября 1891, Брест-Литовск — 21 августа 1989, Нью-Йорк) — американский публицист, редактор, общественный деятель.

## Биография
Родился в семье владельца магазина Файвела-Хаима и Хаи-Эстер Новиков. Получил традиционное еврейское религиозное образование, сперва в хедере, затем в иешиве (учился у раввина Х.Соловейчика. В возрасте 16 лет бросил иешиву, активно участвовал в еврейском рабочем движении, затем присоединился к Бунду. В период с 1910 по 1912 жил в Цюрихе. В 1913 эмигрировал в США. Занимал пост секретаря Американской социалистической федерации и еженедельного издания «Ди нае велт», в котором он, начиная с 1915 года, начал публиковать статьи. После Февральской революции в 1917 Новик вернулся в Россию, возобновив свою деятельность в Бунде. В период с 1919 по 1920 был редактором бундовского «Унзер штиме» в Вильно и соредактором издания «Вильнер тог» (вместе с З.Рейзеном).
В октябре 1920 вернулся в США, где стал одним из руководителей организации «Икуф», с 1921 член Коммунистической партии США. В 1921 вместе с Моше Ольгиным основал коммунистическую газету «Фрайхайт» (позже «Морган фрайхайт»). Новик служил в разное время в качестве секретаря редакции «Фрайхайт», помощником редактора, а после смерти М.Ольгина в ноябре 1939, стал главным редактором издания. В 1949, столкнувшись с нарастанием антисемитской кампании в СССР, от имени Коммунистической партии США, выдвинул обвинения в антисемитизме против Коммунистической партии Советского Союза.